# Departure
Departure je čtvrté album pop rockového zpěváka Jesseho McCartneyho, které vyšlo v roce 2008 a umístilo se na 14. místě amerického prodejního žebříčku.
| #   | Název                                                                    | Producenti                  | Čas  |
| --- | ------------------------------------------------------------------------ | --------------------------- | ---- |
| 1.  | "Leavin'" (C. Cole/J. Bunton/C.Stewart/T. Nash)                          | Tricky Stewart a The-Dream  | 3:40 |
| 2.  | "It's Over" (E. Lewis/B. Muhammad/C. Nelson/P. Smith/B. Kennedy)         | The Clutch                  | 4:09 |
| 3.  | "Rock You" (featuring Sean Garrett) (S. Gerongco/R. Gerongco/S. Garrett) | Sean Garrett a Kuya         | 3:10 |
| 4.  | "How Do You Sleep?" (S. Garrett/R. Oglesby)                              | Sean Garrett a Clubba Langg | 3:44 |
| 5.  | "Into Ya" (S. Garrett/W. Scott)                                          | Sean Garrett                | 3:47 |
| 6.  | "Make Up" (K. Holland/T. M. Thomas/T. J. Thomas)                         | Kwamé                       | 3:54 |
| 7.  | "My Baby" (J. Rotem/E.K. Bogart/J. McCartney)                            | J. R. Rotem                 | 3:33 |
| 8.  | "Told You So"(E. Hudson/F. Storm/C. Kelly/J. McCartney)                  | Eric Hudson                 | 4:03 |
| 9.  | "Relapse" (T. Thomas/A. Towns)                                           | Madd Scientist              | 3:38 |
| 10. | "Runnin'" (E. Lewis/B. Muhammad/C. Nelson/P. Smith/B. Kennedy)           | The Clutch                  | 3:45 |
| 11. | "Freaky" (J. Thomas/T. M. Thomas/T. J. Thomas)                           | Madd Scientist              | 3:39 |
| 12. | "Not Your Enemy" (K. Stryker /J. McCartney / E. Hudson / C. Kelly)       | Eric Hudson                 | 4:14 |